# Второе правительство Андруса Ансипа
Второе правительство Андруса Ансипа находилось у власти с 5 апреля 2007 года по 6 апреля 2011 года (всего 1463 дня) и стало первым в новейшей истории Эстонии правительством, отработавшим полный четырёхлетний срок между очередными выборами в Рийгикогу. При этом часть своего срока правительство формально находилось в статусе правительства меньшинства, после того, как Социал-демократическая партия Эстонии покинула ряды правящей коалиции в мае 2009 года.
Изначально новое правительство было сформировано после парламентских выборов 2007 года при участии трёх партий: Партии реформ, Союза отечества и Res Publica и Социал-Демократической Партии Эстонии. Первоначально приглашённая к участию в коалиционных переговорах Партия Зелёных Эстонии в дальнейшем вынуждена была отказаться от них, поскольку единственным предлагавшимся ей постом в правительстве был пост министра без портфеля, не руководящего никаким министерством и не имеющего права издавать нормативные акты. От идеи формирования нового правительства со старыми коалиционными партнёрами, Центристской партией и Народным союзом, победившая на выборах партия реформ отказалась практически сразу. Новое правительство официально вступило в должность 5 апреля 2007 года, принеся присягу перед Рийгикогу.
Весной 2009 года изначально сформированная правящая коалиция распалась после того, как участие в ней прекратила Социал-Демократическая Партия Эстонии, а премьер-министр Андрус Ансип представил 21 мая главе государства Тоомасу-Хендрику Ильвесу представления на увольнение трёх назначенных по квоте этой партии министров (удовлетворены в тот же день). К отставке правительства в целом это не привело, и правительство продолжило деятельность до конца срока при участии двух оставшихся партий.

## Список министров
В состав второго правительства Андруса Ансипа, находившегося у власти с 5 апреля 2007 года по 6 апреля 2011 года (всего 1463 дня) входили следующие министры:
- премьер-министр

     Андрус Ансип (глава Партии реформ)
- министр образования и науки

     Тынис Лукас (Союз отечества и Res Publica)
- министр юстиции

     Рейн Ланг (Партия реформ)
- министр обороны

     Яак Аавиксоо (Союз отечества и Res Publica)
- министр окружающей среды

     Яанус Тамкиви (Партия реформ)
- министр культуры

     Лайне Янес (Партия реформ)
- министр экономики и коммуникаций

     Юхан Партс (Союз отечества и Res Publica)
- министр сельского хозяйства

     Хелир-Валдор Сеэдер (Союз отечества и Res Publica), в прошлом — депутат Рийгикогу (с 2003 по 2007 года), старейшина уезда Вильянди (с 1993 по 2003 года) и мэр города Вильянди (с 1992 по 1993 года)
- министр финансов

     Ивари Падар (Социал-Демократическая Партия Эстонии) с 5 апреля 2007 года по 21 мая 2009 года
     Юрген Лиги (Партия реформ) с 4 июня 2009 года до конца срока работы правительства
- министр внутренних дел

     Юри Пихл (тогдашний руководитель Социал-демократической партии) с 5 апреля 2007 года по 21 мая 2009 года
     Марко Померанц (Союз отечества и Res Publica) с 4 июня 2009 года до конца срока работы правительства
- министр социальных дел

     Марет Марипуу (Партия реформ) с 5 апреля 2007 года по 23 февраля 2009 года
     Ханно Певкур (Партия реформ) c 23 февраля 2009 года до конца срока работы правительства
- министр иностранных дел

     Урмас Паэт (Партия реформ)
- министр народонаселения

     Урве Пало (Социал-Демократическая Партия Эстонии) с 5 апреля 2007 года по 21 мая 2009 года, позднее должность была упразднена
- министр по делам регионов (руководит отделами министерства внутренних дел, ведающими вопросами регионального и муниципального развития, а также вопросами церквей и приходов)

     Валло Реймаа (Союз отечества и Res Publica) c 5 апреля 2007 года по 22 января 2008 года
     Сийм-Вальмар Кийслер (Союз отечества и Res Publica) с 23 января 2008 года до конца срока работы правительства